# AV 여배우
AV 여배우(일본어: AV女優)는 일본의 어덜트 비디오(Adult Video; AV)에 출연하는 전문 여배우를 말한다. 성인물이 아닌 다른 분야에서 활동을 할 때에는 섹시 여배우라고 부른다. AV 아이돌 이라고 부르는 경우도 있다. 2012년 기준으로 6~8천명의 AV 여배우가 활동하고 있다고도 하며, 다른 의견으로 2011년에 이미 연인원 20만명에 이르렀다는 말도 있다. 한편, 과거에는 성인 비디오에 출연하는 사람을 배우라고 부르는 것은 배우에게 실례가 된다며, AV 걸이라고 부르기도 했다.

## 개요

### 직업 설명
AV 여배우는 카메라 앞에서의 연기력이 크게 요구되지 않는다. 그래서 영화와 드라마 배우처럼 연기 연습을 요하지 않으며, 누구나 할 수 있는 직업 중 하나이다. 하지만, 작품 내에서 남녀 간의 성교를 어떻게 표현하는지는, 작품 제작에서 요소이다. 1985년 인기를 끌었던 AV 여배우 쿠로키 카오리는 아사히 연예의 인터뷰에서 자신이 카메라 앞에서 하는 것은 성교가 아닌 퍼포먼스이며, 그것과 동시에 어디까지나 성에 관한 표현이지 연기는 아니라고 말했다.
2010년대의 AV 여배우는 전속 배우, 기획 단체 배우, 기획 배우로 분류할 수 있다. 여배우 대부분은 본명이 아니라 예명을 사용하고 출신지도 속이는 예가 잦다
VHS에 영상이 담기던 시절에는 일반으로 40분~60분, 간혹 90분의 길이였으며, DVD화되며 보통 90분~120분, 길게 3시간~4시간 이상 길이로 길어졌다. 인터넷의 보급으로 소비자들 간의 정보 교환이나 온라인 상품 평가가 환경 변화의 요인으로 꼽힌다. 인터넷 사용자의 확대로 일본의 AV 여배우는 국내를 넘어 세계 각국에서 인기를 얻게 되었다. 또한 여배우들의 아시아 진출도 종종 볼 수 있다.
성교는 원칙상 콘돔을 사용한다. 일본의 AV 감독 무라니시 토오루가 설명한 바로는, 특별한 사항이 없는 경우 관례상 성교는 3회까지 실시한다. 또 과거에 많이 볼 수 있었던 유사 실전에 관해서는 후술한다.

### 대우
대부분의 AV 여배우는 AV 사무소(AV 프로덕션)에 소속되어 있으며,  관리당하는 입장에 있다. 일반적으로 AV 메이커(제작사)의 제의를 받아 업계에 들어서며, 첫 촬영이 이루어지면 돈을 벌 수 있다. 신인 여배우의 경우 매니저와 함께 제작사들을 돌아다니며 일을 구할 수 있는데, 이렇게 오디션을 보러 다니는 것을 업계 용어로 면접 순방(面接回り)이라고 한다. AV 사무소는 배우의 관리 뿐 아니라 촬영 현장에서 생기는 문제 해결도 맡는다. 소속사에서 책정하는 배우 관리비는 상당히 고액이다. 수익의 경우 소속사 7, 배우 3의 경우가 가장 많으며, 배우가 50%를 가져가는 경우도 있으나 보통 수익의 60~70%는 사무소로 돌아간다. 소속사로부터 독립해서 독자적으로 AV 메이커와 계약하는 방법도 있으나, 이 경우 적당한 출연료를 제시받지 못하거나 터무니 없이 깎이게 되는 경우가 많다. 사무소들은 초기와 비교해서 건전해지고 출연료도 어느정도 명시하고 있지만, 출연료를 들고 도망간다던가, AV 여배우를 속여 열악한 촬영 현장에 내보내는 사례도 있다.또 과도한 SM 플레이를 해 형사 사건으로 발전한 BAKKY 사건도 있다.
경제 평론가 카도쿠라 타카시의 〈풍속 산업에서 일하는 여성의 시급 순위〉 (2006년)에 따르면, 풍속 산업중에서도 AV 여배우의 시간당 급여가 가장 높다. 그 중에서도 가장 높은 것은 전속 배우로서 출연시 최소 시간당 3만 1천엔 이상을 받으며, 비디오 1회 출연시마다 80만엔 ~ 150만엔의 출연료를 받는다. 다만 AV 업계에서는 "나오면 나올수록 가치가 떨어진다"는 법칙이 있으며, 전직 AV 여배우인 미네 나유카와 코무로 유키 역시 같은 지적을 하고 있다. 《직업으로서의 AV 여배우》의 저자 나카무라 아츠히코에 따르면, AV 여배우를 지망하는 사람들이 늘어나 경쟁률이 증가하였으며, 외모와 학력 등 채용 조건은 높아진 반면, 공급이 늘어나 반대로 대우는 악화되는 추세라고 한다. 기획 여배우 중에서 AV를 수 회 촬영했음에도 사무소의 몫을 뺀 순수입이 시급 환산으로 2000엔이라는 사례도 있다.
미네 나유카에 말에 의하면, 과거와 비교해 AV 1편당 매출액이 줄면서 제작비도 줄어들었으며, 그에 따라 가장 먼저 AV 여배우의 출연료가 하락했다고 한다. 그리고 지금도 배우의 출연료는 내려가고 있으며, 여배우 수가 늘어 한명당 작업하는 양이 줄어든 것에도 영향을 받았다. 나카무라 아츠히코는 출연료는 비슷한 액수를 유지하고 있지만, 작품의 질과 내용의 과격함이 전보다 요구되어, 일도 이전보다 힘들어지게 되었다고 말한다.
코무로 유키는 TV 도쿄에서 방송되었던 쿠다마키 하치베에서 AV 업계의 출연료를 밝힌 적이 있는데, 그녀가 활동하던 시기에 출연료 중에서 2/3은 소속사에게 돌아갔으며, AV 여배우는 출연을 거듭할수록 출연료가 감소한다고 한다. 하지만 출연료가 줄어도 배우의 수입이 줄어들 뿐 소속사로 돌아가는 액수는 유지된다.
일찍이 사회에서 여성의 최후의 수단처럼 취급됐던 AV 여배우라는 직업은, 이전에 비해 부정적인 이미지가 옅어지고 있으며, 업계도 건전해지고 있다. 그에 따라 AV 여배우 지원자도 늘어 배우의 수준은 대체적으로 향상되었으며, 과거에 종종 있었던 정신 질환이나 인격 장애, 또는 어린 시절 성적 학대의 경험이 있는 AV 여배우를 기용하는 경우는 줄어들고 있다. 그러나 자신과 가족의 생활비를 벌기 위해 AV 여배우가 되는 사람도 여전히 존재한다.
도쿄도에 소재지를 둔 제작사 밀키캣닷컴(ミルキーキャットドットコム)의 여배우 모집 안내문을 보면 1편 촬영에 대한 보수로 8만엔~10만엔 현금을 지불한다고 소개하고 있다.

### 은퇴와 그 후
AV 여배우는 직업의 특성상, 대체로 젊고 성 경험이 적은 사람이 높은 가치를 지니는데, 미래가 보장되는 직업이 아니며, 직업으로서의 수명도 일반적인 직업보다 결코 길지 않다.
배우의 인기가 떨어져 계약이 갱신되지 않을 경우 출연 제의가 오지 않으면 은퇴가 되며, 이런 이유가 아니더라도 계약 갱신시 우대가 악화되거나, 가족에게 들키거나, 목표한 액수를 달성했거나, 촬영이 과격했던 것을 이유로 은퇴하는 경우도 있다. 데뷔할 때는 데뷔 작품이 만들어지는 여배우는 많이 있으나, 은퇴작이 존재하는 배우는 극히 일부의 인기 여배우일 뿐, 대부분은 어떠한 고지도 없이 사라진다. 또 은퇴했다가 이름을 변경해 다시 데뷔하는 경우도 많다.
한편, 일반적이지는 않지만 인터넷의 보급과 익명 게시판이 등장해, AV 배우 활동을 배우의 부모에게 폭로하거나, 인터넷상에서 배우의 본명, 통학처, 근무처 등의 개인 정보를 노출해 배우가 계약 기간내에서도 활동을 중단하거나 은퇴해버리는 경우도 많이 있다. 현역 대학생이 데뷔 작품의 발매 직전에 다니는 학교가 드러나 발매가 중지된 사례도 있으며, 이런 인터넷상에서의 "폭로"가 발생했을 때 AV 배우 본인과 업체들이 그 사실을 인정한 경우는 없지만, 이런 일이 있던 뒤부터 실제로 수많은 여배우들이 활동을 정지하거나 은퇴한다.
은퇴 후에는 다른 성 풍속 산업으로 돌아서는 사람도 많으며, 이 경우 전 AV 여배우라는 딱지가 붙어 더 높은 가치로 일하게 된다. 보통의 경우 은퇴 후에는 일반인으로 돌아가지만, AV 업체의 홍보 또는 촬영 현장이나 사무소 매니저가 되거나, 이름과 경력을 살려 프리 라이터로 탈바꿈 한 사례도 보인다.

### 음란 붐
1987년부터 1989년 사이에 AV 산업에서 일었던 트랜드이며 음란 붐이라고도 한다. 당시 여성은 남성에게 당하는 쪽이었으나, 이것이 전도되어 스스로 적극적으로 성적 쾌락을 요구하는 여성이 등장하는 작품이 붐을 이룬 것이다. 후지키 TDC는 음란 붐이 있기 이전에 1986년경의 〈SM이 좋아〉로 알려진 쿠로키 카오루가 시발점이라고 주장했다.
대표적인 예로 토요마루를 들 수 있다. 1989년 5월에 발매된 〈흡음력〉으로 데뷔한 그녀는, 항문 성교나 질에 무를 넣기까지 했으며, 본인이 느끼며 이야기하는 음란한 연기로 인기를 끌며 1988년 20개 이상의 AV에 출연했다. 문헌에서는 사키타 아오이가 〈음란 퍼포먼스〉(1987년 5월)에서 질에 7개의 진동기를 삽입하는 플레이를 보였으며, 경련, 실신, 시오후키의 오키타 유카리가 소개된다. 이런 류의 여성 사정방법은 1990년대 이후 성인 비디오의 한 요소로서 확립되었다.

### 일반 연예계와의 관계
최근엔 심야 방송의 드라마나 쇼 프로그램에 유명 AV 여배우가 정규 및 게스트로 출연하는 것도 심심치 않게 볼 수 있다. 일반 연예계에서 가장 성공한 예는 고(故) 이지마 아이(1972년 ~ 2008년)나 쿠로키 카오리(1965 ~ )정도가 있으며, 오이카와 나오(1981 ~ )는 어린이용 프로그램이나, NHK 대하드라마에 출연하는 등의 활약을 하고 있다. 또 2008년 이후에는 AV 여배우들과 그라비아 아이돌로 이루어진 아이돌 그룹인 에비스 마스캇츠가 인기를 얻었으며, 연극, 영화 등 다방면에서 활동하고 있는 미히로나, 홍콩, 중국, 대만 등에서 인기를 얻어 활약하고 있는 아오이 소라, 오자와 마리아도 있다.
반대로 연예계에서 AV 배우로 전향한 경우도 있으며, 아래는 그 중 일부이다.
전직 운동 선수 및 연예인
- Hitomi (2008년 11월 6일) 그라비아 아이돌
- YUKA(2004년 3월 26일) 영화 배우
- 니시모토 하루카(2012년 6월) 개그우먼
- 마리카 (2009년 12월 5일) 그라비아 아이돌
- 미즈세 치아키(2010년 3월 1일) 다카라즈카 가극단
- 사쿠라기 루이(1989년 4월) 아이돌, 탤런트
- 아라이 미에코(2006년 10월 19일) 탤런트, 그라비아 아이돌, 가수
- 아자와 나츠키(2004년 4월 30일) 드라마 주연
- 야마구치 리코(2010년 8월 27일) AKB48
- 야마자키 아미(2007년 2월 8일) 아역 아이돌
- 코무카이 미나코(2011년 10월 14일) 그라비아 아이돌
- 토조 에미(2005년 10월 20일) 프로레슬러
- 호시노 아스카(2010년 11월 6일) 그라비아 아이돌
- 아오키 린 (2006년 5월 8일) 그라비아 아이돌

## AV 여배우의 분류

### 전속(단체) 여배우
AV 여배우 중 가장 높은 대우를 받는다고 간주되며, 여배우의 외모, 매력, 인기 및 지명도 등으로 충분히 히트할 것이라고 예상되는 배우들이 맺는 계약이다. 이러한 배우들은 한 제조사와 여러 편의 작품을 찍거나 장기적으로 계약하는 경우가 많기 때문에 (제조사)전속 여배우로 불리며, 촬영된 작품안에서는 보통 주연 배우이외의 다른 여배우는 등장하지 않기 때문에, 여배우 한 명만 나온다는 의미로 단체(単体 : 한 명) 여배우라고도 한다. 만약 제조사와 계약이 연장되지 않는다면, 배우는 기획 전속이나, 기획 배우로 전향하게 된다.
출연료는 비교적 높은 편인데, 나카무라 아츠히코는 1 편당 100 ~ 250만 엔을 받는다고 설명했으며, 무라니시 토오루는 50만 엔부터 시작한다고 말한다. 출연료는 모두 소속사에 지급되며, 여배우는 이 금액 중 일부를 받을 수 있다. 또 촬영과 계약 내용에 따라 출연료는 변한다.
비닐 책 업계에서는 이미 1980년경부터 〈단체 모델〉과 〈단품 모델〉이라는 말을 사용했으나, 이는 남성 모델이 등장하지 않고, 여성이 홀로 등장한다는 의미의 단체라는 의미이며, 이와 반대되는 개념의 책은 "카라미 책"이라고 부른다. 따라서 AV에서의 단체라는 말의 의미와는 달리, 두 경우 모두 작품에 여배우 한 명만 등장한다.

### 기획 단체 여배우
기획 여배우 중에서도 단체 여배우만큼의 인기를 구가하는 배우는 다수의 작품에 제한 없이 출연하는 경우가 있다. 이러한 여배우를 기획 단체 여배우, 혹은 키카탄이라고 부른다. 1998년 ~ 2002년 경 셀 비디오가 붐을 일으키자 함께 생겨났다. 기획 단체 여배우도 전속 배우처럼 그 배우를 주역으로서 계약이 성립하며, 특정한 업체와 복수의 작품과 장기 계약을 갖지 않으며, 한 곳씩 단일로 계약한다. 2010년대 이후의 일본 AV 업계는 기획 단체 여배우들의 작품을 중심으로 상품들이 만들어지고 있으며, 그 수는 전체 AV 여배우의 15 ~ 20%를 차지한다.
대표적인 기획 단체 여배우들로는 나가세 아이, 나루세 코코미, 사토 하루키, 아카네 호타루, 오츠키 히비키, 우에하라 아이, 츠보미, 츠츠미 사야카, 카사기 시노부, 타치바나 리코, 하타노 유이 등이 있다. 출연료는 나카무라 아츠히코에 따르면 일당이 30 ~ 80만 엔, 무라니시 토오루에 따르면 10만엔부터 시작한다고 한다. 전속 배우와 동일하게 이 금액도 소속사와 나누게 되며, 실제로 수령하는 돈은 이 것의 일부이다.
전속 배우와 달리 출연 요청만 있다면 얼마든지 출연할 수 있기 때문에, 한 달에 20개가 넘는 작품에 출연하는 경우도 있다. 그 예로서 아사쿠라 란은 2년 동안 516편(월 21편), 모모이 노조미가 2년 동안 160편(월 6편), 나가세 아이가 3년 동안 120편(월 3편), 카사기 시노부가 6년에 200편(월 2.7편)을 찍은 경험이 있다. 특히 1998년 ~ 2002년의 기획 단체 배우가 등장했던 시점에 이렇게 출연하는 경우가 많았다.

### 기획 여배우
기획 여배우는 AV 제작진의 작품 컨셉에 따라서 연기를 하는 사람이며, 한 편에 다른 여러 배우들과 함께 출연한다. 패키지 상에 이름이 실리는 것조차 드물며, 여배우의 외모나 인지도에서 고객을 끌어들일 수 없다. AV 여배우의 80 ~ 90%가 이러한 기획 여배우에 속한다.
출연료는 나카무라 아츠히코에 따르면 일당 15 ~ 25만 엔, 무라니시 토오루에 따르면 5 ~ 6만엔이며, 이 역시 소속사와 분배 후에 남는 액수를 수령받게 된다.

### 실제와 유사의 차이
일본에 AV가 발생한 것은 1981년으로, 일반 가정에 비디오가 보급되기 시작한 것은 1982년 즈음부터이다. 당시 일본비디오윤리협회(비데륜)의 지침으로 모자이크가 매우 짙게 형성되었기 때문에, 모자이크 너머에서 질에 음경을 실제로 삽입하지 않는 것이 당연시되었다. 외모가 뛰어나 높은 대우를 받는 여배우는 특히 이런 유사 성행위 영상을 촬영해왔다. 토라 미키는 《별책보도211 1억명의 AV》에서 "당시에 실제로 성 행위를 한다는 것은 SM 플레이나 스카톨로지와 전혀 다를게 없던, 꽤나 한철 장사같은 행위였다."고 말하고있다. 다만 여기에는 배우의 기획사의 의향도 있었다고 한다. 당시 기획사들은 여배우에게 일반 연예계에서의 매출도 고려해, 실제로 성 행위를 하는 것은 좋지 않다고 생각했다. 또 한 인기 AV 여배우는 1986년 남성잡지 GORO와의 인터뷰에서 성 행위 촬영시에는 음부를 가리며, 펠라치오 시에는 테이프로 만들어진 물체를 이용한다고 답했다. 실제로 성 행위를 하지 않지만, 성 행위를 하고 있는 것처럼 묘사하기 때문에 기지혼방(疑似本番 : 가짜로 성행위를 함)으로도 불린다.
이런 이유로 실제로 성 행위를 하는 것은, 한 단계 아랫 등급의 여배우들이 맡아서 하는 일이라는 인식이 존재했다.
이런 기지혼방 영상도 전환되는 계기가 오게 되는데, 하나는 AV 감독인 무라니시 토오루의 등장이며, 그는 작품의 내용이 실제 성행위밖에 들어있지 않은 비디오를 한 달에 6편씩 양산하기 시작했다. 다른 하나는 1993년 이후에 발생한 셀 비디오와 그와 함께 등장한 얇은 모자이크의 일반화이다. 셀 비디오에서는 모자이크의 한 변의 길이가 작아졌으며, 이는 2000년 이후가 되어 한 변의 길이가 1mm 이하로도 줄어드는 것도 있다. 다만 이런 비디오는 대규모로 유통될 수 없었다. 모자이크의 변의 길이가 줄어든 것은 투과성의 향상으로 이어졌으며, 이런 환경에서는 가짜로 연기 할 수 없었기에 실제로 성 행위를 하게 되었다. 비데륜의 영향력이 강했던 대여 업계(렌탈 비디오)에서는 기지혼방을 하는 배우들이 많았으나, 이러한 배우들이 셀 비디오에서 활약하는 경우는 없었다.
또 1998년 최초의 셀 비디오 전속 배우인 모리시타 쿠루미가 소프트 온 디맨드에서 데뷔하면서, 셀 비디오의 규모 확대가 가속화되기 시작한다.

## 유명 여배우

### 장기간 전속 계약중인 여배우
※ 2015년 6월 기준으로 패키지에 전속으로 표기되며, 각 메이커에서 1년 이상 전속 상태인 배우들의 목록이다 굵은 글씨는 2개의 메이커에서 동시에 계약을 맺은 경우이다.
| 그룹        | 메이커 명      | 레이블       | 전속 여배우(계약) |
| ----------- | -------------- | ------------ | --- |
| CA          | 아이디어 포켓  | 다수         | 키자키 제시카(2008년 9월 ~ ) · Rio(2009년 3월 ~ ) · 아마미 츠바사(2009년 10월 ~ ) · 노조미 마유(2009년 11월 ~ ) · 키시 아이노(2010년 2월 ~ ) · 하츠네 미노리(2010년 11월 ~ ) · 미유키 앨리스(2012년 11월 ~ ) · 키지마 아이리(2013년 8월 ~ ) · 타치바나 하루미(2014년 2월 ~ )                                          |
| CA          | S1             | 다수         | 요시자와 아키호(2007년 1월 ~ ) · 오가와 리오(2013년 2월 ~ ) · 티아(2013년 5월 ~ ) · 아스카 키라라(2013년 7월 ~ ) · 호시노 나미(2013년 8월 ~ ) · 오쿠다 사키(2013년 8월 ~ ) · 니이야마 란(2013년 9월 ~ ) · 코지마 미나미(2014년 3월 ~ ) · 사쿠라이 아야(2014년 6월 ~ )                                                 |
| CA          | MOODYZ         | 다수         | 나다 준(2003년 8월 ~ ) · 츠보미(2009년 2월 ~ ) · Hitomi(2010년 3월 ~ ) · 사야마 아이(2010년 4월 ~ ) · JULIA(2010년 11월 ~ ) · 노노카 하나(2011년 4월 ~ ) · 오키타 안리(2013년 2월 ~ ) · 니시카와 유이(2013년 5월 ~ ) · 아키야마 쇼코(2014년 3월 ~ ) · 하츠카와 미나미(2014년 3월 ~ ) · 카미사키 시오리(2014년 4월 ~ ) |
| CA          | OPPAI          | 다수         | JULIA(2010년 7월 ~ ) · 메구리(2013년 10월 ~ ) |
| CA          | Madonna        | Madonna      | 시라키 유코(2012년 7월 ~ ) · 미우라 에리코(2013년 3월 ~ ) |
| CA          | teamZERO       | teamZERO     | 츠지모토 안(2014년 3월 ~ ) |
| CA          | 완즈 팩토리    | 완즈 팩토리  | 츠보미(2010년 10월 ~ ) · 아사쿠라 유(2014년 6월 ~ ) |
| CA          | 미             | 미           | 사쿠라기 린(2013년 4월 ~ ) |
| CA          | kawaii*        | kawaii*      | 사쿠라 유라(2014년 2월 ~ ) |
| JHV         | 앨리스 JAPAN   | 앨리스 JAPAN | 카와나기 나나미(2012년 1월 ~ ) · 나가사와 에리나(2013년 11월 ~ ) |
| SOD         | SOD 크리에이트 | SODstar      | 사쿠라 마나(2012년 2월 ~ ) · 코가와 이오리(2012년 11월 ~ ) · 시라이시 마리나(2013년 6월 ~ ) |
| Top Marshal | KMP            | Million      | 호시미 리카(2014년 6월 ~ ) |
| 독립 회사   | MAXING         | 다수         | 요시자와 아키호(2006년 10월 ~ ) · 유메 카나(2011년 7월 ~ ) · 미즈사와 노노(2013년 9월 ~ ) |
| 독립 회사   | PRESTIGE       | 다수         | 아야미 슌카(2012년 9월 ~ ) · 스즈무라 아이리(2013년 2월 ~ ) · 유즈키 아이(2014년 1월 ~ ) |

### 1,000편 이상 발매된 배우
※ 2015년 7월 31일 기준이며, DMM.R18의 검색 결과를 기준으로 한다.
| 이름                                                                                              | 전체 작품 수 | 단일 배우로 촬영 | AV 사무소명      | 여배우 분류                             | 비고   |
| ------------------------------------------------------------------------------------------------- | ------------ | ---------------- | ---------------- | --------------------------------------- | ------ |
| 카자마 유미                                                                                       | 2,258        | 435              | capsule AGENCY   | 기획 단체                               | 활동중 |
| 츠보미                                                                                            | 1,924        | 432              | Vanquish         | 2개 사와 전속 계약(MOODYZ, 완즈 팩토리) | 활동중 |
| 카와가미 유                                                                                       | 1,605        | 310              | y's promotion    | 기획단체                                | 활동중 |
| 사와무라 레이코                                                                                   | 1,583        | 324              | capsule AGENCY   | 기획단체                                | 활동중 |
| 하타노 유이                                                                                       | 1,399        | 378              | T-POWERS         | 기획단체                                | 활동중 |
| 요시자와 아키호                                                                                   | 1,349        | 385              | aina group       | 2개 사와 전속 계약(S1, MAXING)          | 활동중 |
| 무라카미 료코                                                                                     | 1,338        | 252              | SUN-PRO          | 기획 단체                               | 활동중 |
| 쇼다 치사토                                                                                       | 1,272        | 290              | EARTH PROMOTION  | 기획 단체                               | 활동중 |
| 오츠키 히비키                                                                                     | 1,203        | 169              | T-POWERS         | 기획 단체                               | 활동중 |
| 히로세 나나미                                                                                     | 1,200        | 208              | T-POWERS         | 기획 단체                               | 활동중 |
| 호조 마키                                                                                         | 1,165        | 255              | Diana production | 기획 단체                               | 활동중 |
| 하즈키 노조미                                                                                     | 1,020        | 160              | Five Promotion   | 기획 단체                               | 활동중 |
| 900편 이상 : 26명 / 800편 이상 : 32명 / 700편 이상 : 42명 / 600편 이상 : 66명 / 500편 이상 : 97명 |              |                  |                  |                                         |        |

| 휴업 상태, 다른 활동, 은퇴한 배우 | 휴업 상태, 다른 활동, 은퇴한 배우 | 휴업 상태, 다른 활동, 은퇴한 배우 | 휴업 상태, 다른 활동, 은퇴한 배우 | 휴업 상태, 다른 활동, 은퇴한 배우      | 휴업 상태, 다른 활동, 은퇴한 배우 |
| 이름                              | 전체 작품 수                      | 단일 배우로 촬영                  | AV 사무소 명                      | 비고                                   |                                   |
| --------------------------------- | --------------------------------- | --------------------------------- | --------------------------------- | -------------------------------------- | --------------------------------- |
| 나루세 코코미                     | 1,418                             | 177                               | T-POWERS                          | AV 출연을 멈추고 탤런트로 활동 중이다. |                                   |
| 아키라 에리                       | 1,029                             | 200                               | -                                 | 아티스트로 활동 중                     |                                   |
| 아사미 유마                       | 1,019                             | 219                               | ALLURE                            | AV 출연을 멈추고 탤런트로 활동 중      |                                   |
| 유키 미사                         | 1,449                             | 272                               | -                                 | 은퇴                                   |                                   |
| 하마자키 리오                     | 1,387                             | 231                               | -                                 | 은퇴                                   |                                   |
| 사토 하루키                       | 1,280                             | 245                               | -                                 | 은퇴                                   |                                   |
| 키타가와 히로미                   | 1,103                             | 174                               | -                                 | 은퇴                                   |                                   |
| 아리무라 치카                     | 1,026                             | 212                               | -                                 | 은퇴                                   |                                   |
| 토모다 마키                       | 1,021                             | 162                               | -                                 | 은퇴                                   |                                   |

### 주해
1. ↑  나카무라 (2012) p.199에 따르면, 이는 통계를 낼 수는 없지만 그가 알기로 2/3의 여성들이 이 길을 택한다고 한다.
2. ↑  은퇴에 대한 어떠한 언급이 없어도 마지막 작품(미공개 편이나, 재편집 영상은 제외)이 발매된 후로부터 6개월 동안 신작이 발표되지 않으면 전속 계약이 해지된 것으로 보며, 또한 계약 기간이 1년 이상이라도 촬영한 작품의 수가 12개 미만인 경우는 포함되지 않는다. 휴식기를 갖은 배우는 예외이며, 다른 메이커의 객원 출연이나, 또는 그의 반대 출연이 많은 어택커즈는 제외한다.
3. 1 2  처음 출연한 날짜로서, 전속이 된 것은 2013년 9월이다.
4. ↑  검색 결과는 나중에 다른 버전으로 재발매한 영상 등 중복되는 영상을 포함하기도 하며, 판매 목록에서 삭제된 작품도 있기 때문에 실제와는 오차가 있다.

### 출전
1. 1 2  나카무라 2012, 16쪽.
2. ↑  쿠로바 2011, 410쪽.
3. 1 2  후지키 2009, 69쪽.
4. ↑  후지키 2009, 142쪽.
5. 1 2 3  나카무라 2012, 34쪽.
6. ↑  나카무라 2012, 102쪽.
7. ↑  나카무라 2012, 156쪽.
8. ↑  무라니시 2011, 161쪽.
9. 1 2  나카무라 2012, 49쪽.
10. ↑  나카무라 2012, 156–158쪽.
11. 1 2 3 4  무라니시 2011, 198쪽.
12. ↑  이노우에 2002, 155쪽.
13. ↑  나카무라 2012, 227–231쪽.
14. ↑  나카무라 2012, 52쪽.
15. ↑  이노우에 2002, 133쪽.
16. ↑  나카무라 2012, 160–162쪽.
17. ↑  나카무라 2012, 165–168쪽.
18. ↑  카도쿠라 타카시 (2006년 4월 3일). “風俗産業で働く女性の時給ランキング” (PDF) (일본어). 2013년 4월 3일에 원본 문서 (PDF)에서 보존된 문서. 2015년 8월 3일에 확인함.
19. 1 2  미네 나유카 (2009년 5월 13일). “元AV女優、峰なゆかが語るAV業界ウラ話 結局、AV女優ってギャラいくら貰ってるの?”. 《カルチャー》 (일본어). 맨즈 사이조. 2015년 8월 3일에 확인함.
20. 1 2  “元AV女優?小室友里がAV界のギャラのカラクリ&加藤鷹のテクの凄さと習得法を告白!” (일본어). 도쿄도: 무제한 99엔에 가지세요(無制限99円取放題). 2011년 4월. 2015년 8월 3일에 확인함.
21. ↑  最近のAV嬢　12万円中抜きされて手取り3万円のケースも 주간 포스트 2012년 6월 15일호
22. ↑  나카무라 2012, 41쪽.
23. ↑  나카무라 2012, 15–17쪽.
24. ↑  나카무라 2012, 85쪽.
25. ↑  나카무라 2012, 88쪽.
26. ↑  이노우에 2002, 122–133쪽.
27. ↑  나카무라 2012, 89–90, 95쪽.
28. ↑  “特定商取引、個人情報保護方針に基づく表示”. 《milky-cat.com》 (일본어).
29. ↑  “出演女優募集”. 《milky-cat.com》 (일본어).
30. 1 2 3 4  나카무라 2012, 37쪽.
31. 1 2  이노우에 2002, 183쪽.
32. ↑  나카무라 2012, 169쪽.
33. ↑  나카무라 2012, 204쪽.
34. 1 2 3  “AV女優の“身元バレ”はなぜ続出するのか？” (일본어). 주간 플레이보이 NEWS. 2012년 3월 13일. 2015년 7월 10일에 원본 문서에서 보존된 문서. 2015년 8월 3일에 확인함.
35. ↑  나카무라 2012, 200쪽.
36. ↑  나카무라 2012, 201쪽.
37. ↑  후지키 2009, 138쪽.
38. ↑  후지키 2009, 137–138쪽.
39. ↑  이노우에 2002, 146–147쪽.
40. 1 2  후지키 2009, 140쪽.
41. ↑  후지키 2009, 139쪽.
42. ↑  후지키 2009, 141쪽.
43. ↑  나카무라 2012, 197쪽.
44. ↑  나카무라 2012, 198쪽.
45. ↑  나카무라 2012, 197–198쪽.
46. 1 2 3  나카무라 2012, 39–40쪽.
47. ↑  후지키 2009, 88–89쪽.
48. ↑  후지키 2009, 88쪽.
49. ↑  나카무라 2012, 133쪽.
50. 1 2 3  나카무라 2012, 35쪽.
51. ↑  나카무라 2012, 43쪽.
52. ↑  나카무라 2012, 132–136쪽.
53. ↑  나카무라 2012, 36쪽.
54. ↑  후지키 2009, 40쪽.
55. ↑  후지키 2009, 110쪽.
56. ↑  후지키 (2009) 『アダルトビデオ革命史』p.138 より孫引き
57. ↑  후지키 2009, 111쪽.
58. ↑  후지키 2009, 114쪽.
59. ↑  후지키 2009, 115쪽.
60. ↑  후지키 2009, 100쪽.
61. ↑  후지키 2009, 125–134쪽.
62. ↑  후지키 2009, 210쪽.
63. ↑  후지키 2009, 223쪽.
64. ↑  후지키 2009, 211쪽.
65. ↑  후지키 2009, 211–212쪽.
66. ↑  アダルトDVD主要メーカー専属女優リスト - DMM.R18
67. ↑  【カプセルエージェンシー】
68. ↑  “ワイズプロモーション”. 2015년 4월 22일에 원본 문서에서 보존된 문서. 2015년 4월 22일에 확인함.
69. ↑  有限会社アイナ プロダクション
70. ↑  “サンプロ”. 2015년 8월 21일에 원본 문서에서 보존된 문서. 2015년 8월 2일에 확인함.

## 참고 문헌
- 이노우에, 세츠코 (2002), 《AV産業》 (일본어), 신뵤론, ISBN 4-7948-0543-8
- 쿠로바, 유키히로 (2011), 《裸心 なぜ彼女たちはAV女優という生き方を選んだのか？》 (일본어), 슈에이샤, ISBN 978-4-08-780610-6
- 후지키, TDC (2009), 《アダルトビデオ革命史》 (일본어), 겐토샤, ISBN 978-4-344-98125-6
- 나카무라, 아츠히코 (2012), 《職業としてのAV女優》 (일본어), 겐토샤, ISBN 978-4-344-98264-2
- 무라니시, 토오루 (2011), 《村西とおるのコワーいAV撮影現場の話》 (일본어), 타카라지마샤, ISBN 978-4-7966-8042-4
- 나가사와 미츠오, 《AV女優》(일본어), 빌리지센터 출판국, 1996년, ISBN 4-89436-025-X ISBN 4-16-749302-0
- 나가사와 미츠오, 《おんなのこ(AV女優2)》(일본어), 코어매거진, 1999년, ISBN 4-87734-269-9 ISBN 4-16-749303-9
- 스즈키 스즈미 (2013). 《「AV女優」の社会学 なぜ彼女たちは饒舌に自らを語るのか》 (일본어). 세이도샤. ISBN 978-4-7917-6704-5.

## 같이 보기
- AV 여배우 목록
- 서양 AV 여배우 목록
- AV 사무소
- AV 남배우
- AV 감독
- 자포르노
- 불법 비디오
- 성 산업
- 성 노동자
- AV 아이돌 (영화)